# Andante fortepianowe (KV 1a)

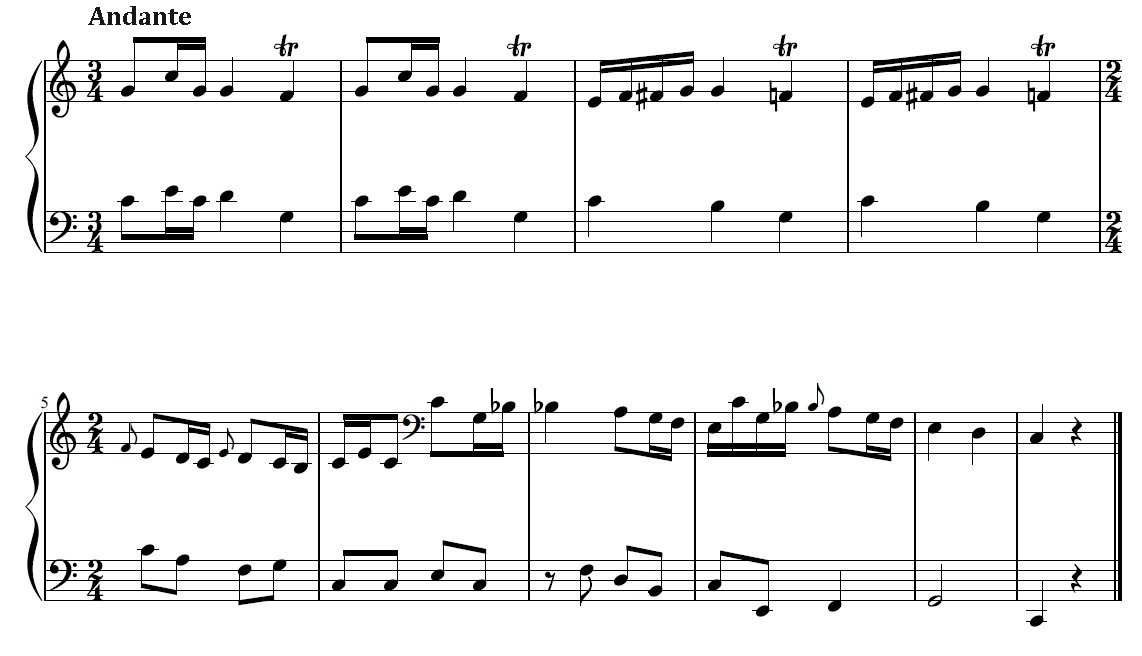
Partytura

Andante C-dur KV 1a – utwór muzyczny na instrumenty klawiszowe skomponowany przez Wolfganga Amadeusa Mozarta w 1761. Należy do najwcześniejszych kompozycji Mozarta – powstał w okresie 3 miesięcy od piątych urodzin. Zapisany przez ojca w zeszycie nutowym starszej siostry Mozarta Marii Anny. Napisany w tonacji C-dur; ma 10 taktów.